# Odobenus
Pour les articles homonymes, voir Morse.
Genre
Odobenus est un genre de pinnipèdes de la famille des Odobenidae, dont il est le seul taxon encore non éteint. Il ne comporte qu'une seule espèce encore vivante, le morse tel que nous le connaissons aujourd'hui, O. rosmarus, et plusieurs espèces de morses fossiles.
Odobenus vient du latin signifiant "qui marche sur ses dents".

## Liste des espèces
- O. rosmarus (Linnaeus, 1758)
- † O. huxleyi
- † O. koninckii
- † O. mandanoensis